# Alexander Miller Harvey
Alexander Miller Harvey (* 24. November 1867 in Richmond, Madison County, Kentucky; † 9. März 1928 in Topeka, Kansas) war ein US-amerikanischer Politiker. Zwischen 1897 und 1899 war er Vizegouverneur des Bundesstaates Kansas.

## Werdegang
Nach einem Jurastudium und seiner Zulassung als Rechtsanwalt begann Alexander Harvey in verschiedenen Kanzleien in Topeka in diesem Beruf zu arbeiten. Dabei vertrat er oft ärmere Klienten vor dem Kansas Supreme Court. Politisch schloss er sich der Populist Party an.
1896 wurde er an der Seite von John W. Leedy zum Vizegouverneur von Kansas gewählt. Dieses Amt bekleidete er zwischen dem 11. Januar 1897 und dem 9. Januar 1899. Dabei war er Stellvertreter des Gouverneurs. Während dieser Zeit nahm er auch als Major der amerikanischen Streitkräfte am Spanisch-Amerikanischen Krieg von 1898 teil. Mit seiner Frau Isabella Cone hatte er drei Kinder. Er starb am 9. März 1928 in Topeka.